# Kim Peek
Kim Peek (11 tháng 11 năm 1951 – 19 tháng 12 năm 2009) là một người Mỹ thông thái cách kỳ diệu, được gọi là người cực thông thái (megasavant).
Ông có một trí nhớ thấu niệm (eidetic memory), cũng gọi là trí nhớ chụp hình, nhưng cũng bị các khuyết tật về phát triển xã hội (social developmental disabilities), có thể do các bất thường về não bẩm sinh. Ông là nguồn cảm hứng cho nhân vật Raymond Babbitt, trong phim Rain Man do diễn viên Dustin Hoffman đóng. Ông không phải người tự kỷ và có thể mắc Hội chứng FG

## Tiểu sử
Kim Peek sinh tại thành phố Salt Lake, tiểu bang Utah. Ông sinh ra có đầu to (macrocephaly), gây hại cho tiểu não, và có lẽ quan trọng nhất – thiếu cấu trúc nối liền 2 bán cầu não (agenesis of the corpus callosum), một tình trạng trong đó bị thiếu bó dây thần kinh nối 2 bán cầu não; trong trường hợp của Peek thì các bộ nối thứ cấp như anterior commissure cũng bị thiếu. Người ta suy đoán là các neuron của ông làm các việc nối kết khi bị thiếu một cấu trúc nối 2 bán cầu não (corpus callosum) điều đó đã làm tăng khả năng của trí nhớ.

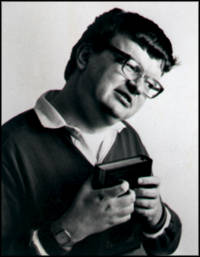
Kim Peek

Theo cha của Peek – ông Fran thì Peek có thể nhớ các sự việc ngay từ khi mới 16–20 tháng tuổi. Ông đọc các sách, nhớ chúng, rồi đặt các sách đó ở phía trên kệ sách để tỏ ra là ông đã đọc rồi, một thói quen mà ông vẫn giữ. Ông đọc một quyển sách trong khoảng một giờ, và nhớ hầu hết mọi thứ mà ông đã đọc, nhớ lượng thông tin bao la về các đề tài từ lịch sử tới văn học, địa lý,... cùng vô số âm thanh, thể thao và ngày tháng. Kỹ thuật đọc của ông là đọc trang bên trái bằng mắt trái và trang bên phải bằng mắt phải, bằng cách này ông có thể đọc 2 trang cùng một lúc với tốc độ khoảng 8–10 giây đồng hồ một trang. Người ta tin rằng ông có thể nhớ lại nội dung của ít nhất 12.000 quyển sách trong trí nhớ.
Peek cư ngụ ở thành phố Salt Lake, tiểu bang Utah và là thành viên của Giáo hội Các Thánh hữu Ngày sau của Chúa Giêsu Kitô.
Peek qua đời do bị nhồi máu cơ tim ngày 19 tháng 12 năm 2009.

### Đi lại và thao tác
Trước khi lên 4 tuổi, Peek đã không thể đi lại được, sau đó ông đi được theo cách lê bước chân. Ông không thể cài nổi nút áo sơ mi của mình và gặp khó khăn với các kỹ năng vận động thông thường khác, có lẽ do tiểu não của ông bị tổn hại. Trong sát hạch tâm lý, Peek đạt điểm dưới trung bình, có IQ là 73.

### Tài năng tăng dần

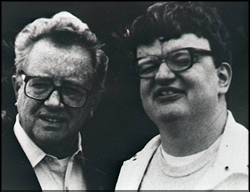
Fran và Kim Peek

Không giống như các người thông thái khác, Peek đã tỏ ra có các kỹ năng xã hội ngày càng tăng dần, có lẽ do sự chú ý học để lãnh hội như người "Rain Man" thực. Cha ông nói rằng óc hài hước của ông đã xuất hiện từ năm 2004 hoặc khoảng đó. Cũng vậy, ông đã phát triển tốt vượt giai đoạn để trở thành nơi chứa số lượng lớn các thông tin; các kỹ năng liên kết thông tin mà ông nhớ được ít nhất cũng là một trong các dấu hiệu của tính sáng tạo. Ông đã biểu lộ khó khăn với những ý niệm trừu tượng chẳng hạn như giải thích ý nghĩa của các ngạn ngữ hoặc các từ ẩn dụ của ngôn ngữ.
Mặc dù không hề là người phi thường về âm nhạc, nhưng các khả năng âm nhạc như một người trưởng thành của Peek đã được chú ý nhiều hơn khi ông bắt đầu học đàn dương cầm. Dường như ông nhớ được âm nhạc mà ông đã được nghe từ nhiều thập kỷ trước và có thể chơi các bài đó trên dương cầm, tới chừng mực mà sự khéo tay bị hạn chế của anh cho phép. Ông có khả năng nói lời bình luận liên tục về âm nhạc cũng như anh chơi nhạc, ví dụ, so sánh một bản nhạc với bản nhạc khác mà ông đã nghe. Khi nghe thu nhạc (vào đĩa vv..), ông có thể phân biệt các loại nhạc cụ nào chơi các bè nào và là người thông thạo để đoán ra các nhạc sĩ sáng tác bản nhạc mới bằng cách so sánh nhạc này với hàng ngàn mẫu âm nhạc trong trí nhớ của mình.
Năm 1984, nhà viết kịch bản Barry Morrow đã gặp Peek ở Arlington, Texas; kết quả của cuộc gặp gỡ này là phim Rain Man ra đời năm 1988. Nhân vật Raymond Babbitt, mặc dù được gợi hứng từ Peek, nhưng được miêu tả như người bị chứng tự kỷ (autism). Dustin Hoffman, người đóng vai nhân vật Babbitt, đã gặp Peek và các người thông thái khác để có sự hiểu biết về bản chất của họ và để diễn xuất vai trò đó được chính xác. Phim này đã tạo ra nhiều đòi hỏi về sự xuất hiện (của nhân vật), điều đó làm tăng lòng tự tin của Peek. Barry Morrow đã đưa cho Kim Peek tượng giải Oscar của mình để hai người cùng cầm và đưa ra ở các lúc họ xuất hiện. Tượng này được coi là "tượng Oscar được yêu mến nhất" (Most Loved Oscar Statue) vì nó được nhiều người cầm hơn bất cứ tượng Oscar nào. Kim Peek cũng được gần gũi với các người xa lạ và tỏ cho họ tài của mình về các tính toán niên lịch bằng cách nói cho họ biết họ được sinh ra ngày thứ mấy trong tuần và những tin tức mới nào được đăng trên trang nhất của các nhật báo lớn. Peek cũng xuất hiện trên truyền hình. Ông du hành cùng với cha mình, người chăm sóc cho ông và làm các thao tác mà Peek thấy khó làm.

## Nghiên cứu khoa học
Năm 2004, các nhà khoa học của NASA đã xem xét nghiên cứu Peek với hàng loạt thử nghiệm trong đó có cả việc chụp tia X lớp bằng máy tính (computerize tomography) và việc vẽ hình bằng cộng hưởng từ. Mục đích nhằm tạo ra cảnh nhìn 3 chiều về cấu trúc bộ óc của ông và so sánh các hình ảnh với các việc phân hình (scan) vẽ bằng cộng hưởng từ (Magnetic resonance imaging) được làm năm 1988. Đây là những phương pháp giải quyết thử làm lần đầu, khi sử dụng công nghệ mới và không xâm phạm chỗ khác (non-invasion) để nghiên cứu khả năng thông minh của Kim Peek sâu hơn.
Một cuộc nghiên cứu năm 2008 kết luận là Peek dường như bị hội chứng FG, một hội chứng di truyền hiếm thấy liên kết với nhiễm sắc thể X gây ra các bất thường về thể xác chẳng hạn như giảm sức trương cơ (hypotonia: cơ kém sức căng) và chứng đầu to (không bình thường).

## Xuất hiện trên màn ảnh
- Với Daniel Tammet trong Brainman, phim tài liệu của Discovery Channel
- Inside the Rain Man, aphim tài liệu của Discovery Channel
- Everything You Need To Know – The Brain, phim tài liệu của Discovery Channel
- Human Computer, phim tài liệu của Discovery Channel
- Medical Incredible, phim tài liệu của Discovery Health Channel
- The Real Rain Man, phim tài liệu chiếu lần đầu trên Discovery Health Channel ngày 26.11.2006
- Ripley's Believe It or Not!
- CNN, do Richard Quest phỏng vấn
- Extraordinary People trên FIVE TV của Anh (The Real Rain Man)
- World's Smartest People trên TLC
- Kim và cha là các diễn giả trong buổi khai mạc cuộc họp của Athanasius Kircher Society.[12]
- Diễn giả ở Oxford Union
- 60 Minutes
- Accidental Genius, phim tài liệu của National Geographic Channel
- Superhuman, tập "Genius", phim tài liệu chiếu ra mắt đặc biệt trên Science Channel ngày 7 tháng 11 năm 2008